# Запис Аранђеловића крушка (Бусиловац)
Запис Аранђеловића крушка (Бусиловац) се налази на парцели чији је власник Аранђеловић Миодраг.

## Локација
| Општина             | Параћин                                                                     |
| Катастарска општина | Бусиловац                                                                   |
| Потес               | Коса                                                                        |
| Координате          | 43° 48′ 01″ С; 21° 28′ 24″ И / 43.800199999999997° С; 21.473299999999998° И |
| Надморска висина    | 200m                                                                        |

## Карактеристике
Дендрометријске вредности утврђене на терену и сателитским снимцима:
| Стабло                     | Крушка |
| Висина стабла              | m      |
| Обим дебла                 | m      |
| Пречник крошње             | 10m    |
| Пречник дебла              | m      |
| Висина дебла до прве гране | m      |

## База записа
Запис је у оквиру Викимедија пројекта "Запис - Свето дрво" заведен под редним бројем 0329.